# 伊豆半島沖地震
伊豆半島沖地震（いずはんとうおきじしん）は、1974年（昭和49年）5月9日に静岡県の伊豆半島沖で発生した地震。賀茂郡南伊豆町の中木地区を中心に大きな被害を出した。

## 概要
1974年（昭和49年）5月9日08時33分27秒に発生した。過去に地震被害の記録のない地域で発生した地震であり、震源は北緯34度37分48秒、東経138度46分48秒の石廊崎沖南南西約5kmであった。やや北方の賀茂郡南伊豆町の海岸付近とする説もある。震源の深さは9kmで地震の規模を示すマグニチュードはMj 6.9（Mw 6.4）。静岡県の石廊崎測候所（南伊豆町）で最大震度5を観測し、死者30名、全壊134棟など大きな被害を出した。
この地震以後、伊豆半島付近の地震活動が活発になり、1976年（昭和51年）に河津地震(M5.4)、1978年（昭和53年）に伊豆大島近海の地震(M7.0)が発生している。

### 震源断層
地震により、石廊崎から北西方向へ延びる長さ約5.5kmの石廊崎断層が出現した。破壊過程は約11秒間で進行し、地震モーメントは7.6 × 1018N・mである。くい違い量は断層面中央付近の数kmより深い領域では1.2m - 3mと大きく、浅い領域では断層面の南東端付近を除いて0.5m以下と小さい。地表に出現した石廊崎断層は観測された地表地変から、西北西－東南東の走向で北落ちの右横ずれ断層で横ずれ量30cm、たてずれ量15cm と考えられる。また、平行して長さ約1kmの石廊崎南断層、石廊崎北断層も出現した。

### 震度
震度3以上を観測した地点は次の通り。
| 震度 | 都道府県 | 観測所                   |
| ---- | -------- | ------------------------ |
| 5    | 静岡県   | 石廊崎                   |
| 4    | 静岡県   | 網代・三島・静岡         |
| 4    | 千葉県   | 館山                     |
| 4    | 東京都   | 大島・新島               |
| 4    | 神奈川県 | 横浜                     |
| 3    | 静岡県   | 浜松                     |
| 3    | 千葉県   | 銚子                     |
| 3    | 東京都   | 東京・三宅島             |
| 3    | 群馬県   | 前橋                     |
| 3    | 埼玉県   | 秩父                     |
| 3    | 山梨県   | 甲府・河口湖             |
| 3    | 長野県   | 諏訪・飯田・三峰川通報所 |
| 3    | 愛知県   | 名古屋                   |

最大有感地点は北海道の帯広市であるが、このような飛び離れた有感地点を除いた最大有感距離とマグニチュードとの関係式から求めたマグニチュードはM=6.0-6.1であり、気象庁マグニチュードに比べかなり小さい。また、同程度の規模の1963年越前岬沖地震や1969年男鹿半島沖地震に比べても有感半径はかなり狭かった。

## 被害

石廊崎断層の地形図

この地震による被害はほとんどが南伊豆町に集中した。その中でも中木地区は、集落の裏山である城畑山（標高150 m）の斜面が幅60 m、長さ350 mにおよぶ山崩れを起こし、厚さ10 m近くの土砂が地区内を埋めた。この時に崩れた土砂の量は約5万m3におよび、山裾の28戸が土砂崩れに飲み込まれ。この山崩れでは27人が生き埋めとなり、後日、全員の死亡が確認された。半島南部の山崩れの多くは凝灰岩質の急傾斜地や崖で発生していた。また、内陸部では蛇石火山の噴出物の急傾斜地が多く、いずれも過去に崩落を起こしていた場所が多い。また、埋没した家屋から火災が発生し、2次被害が拡大した。
地震が発生した朝8時半過ぎ、地元の漁師はすでに漁に出た後であり、下田市などに通勤・通学する者たちも家を出た直後であった。このため生き埋めになったのは、家に残っていたお年寄りや主婦、幼児が大半であった。子供たちだけが残されるケースもあれば、両親や妻子を亡くし、働き手だけが残されるケースもあった。さらに、漏れたプロパンガスに引火したことにより、埋没した家屋から火災が発生し、数日間燃え続けた。
石廊崎では断層直上の石廊埼灯台が崩壊し、航行中の船舶に方位信号を送ることができなくなった。南伊豆町の東に位置する下田市も人的被害はなかったが、多くの建物が損傷した。家屋の瓦は軒並み落下し、旅館街のブロック塀が倒壊した。
被害の総計は、死者30名、負傷者102名、家屋全壊134戸、一部損壊240戸、全焼5戸。山崩れ・崖崩れは101箇所であった。

### 温泉への影響
天城山の南西地域の下賀茂温泉など、賀茂村・河津町以南の源泉では、全般的に温度もしくは湧出量の増加がみられた事が報告されている。また、天城山以北では伊東温泉と湯ケ島温泉で湧出温度の上昇（3 - 5℃程度）がみられたが、1 - 4週間で平常に戻った。

## 震災後
城畑山の崩壊によって特に甚大な被害を受けた南伊豆町中木地区では震災後、城畑山そばに「中木記念公園」が整備され、犠牲者を追悼する慰霊碑が建立されている。この慰霊碑は1975年（昭和50年）に建立されたもので、所在地は南伊豆町中木59（座標）、名称は「伊豆半島沖地震遭難者慰霊碑」である。慰霊碑前では毎年5月9日に慰霊祭（1995年〈平成7年〉までは町主催、1996年〈平成8年〉以降は中木地区主催）が開かれている。なお、30周年となった2004年（平成16年）は町と中木地区が共催した。
中木地区の民宿経営者は、同地区が民宿に生きる地域であったことから震災のイメージを払拭することに苦労したと述べている。同町は1961年（昭和36年）の伊豆急行線開業や1972年（昭和47年）のマーガレットライン開通を契機に観光客が増大し、半農半漁の生活から観光産業中心の町となっていたが、震災後にも1976年（昭和51年）7月の集中豪雨による青野川の氾濫、同年8月の河津地震、1978年（昭和53年）の伊豆大島近海地震と災害が連続して発生し、道路鉄道ともに不通となることが重なったために観光客が激減し、経済的に二重の打撃を受けた。
震災後、中木地区の海岸近く（被災跡地）には鉄筋コンクリート3階建ての町営住宅と個人の共同住宅が計4棟建てられ、翌1975年（昭和50年）6月末から被災者の入居が開始された。これらの建物は、東海地震によって発生が予想される津波の勢いを相殺して漂流物を食い止め、集落を津波やそれによって発生する漂流物から守るため、鉄筋コンクリート3階建ての建物が3列並び立つような形となり、海寄りの建物は民宿、後方の建物は分譲アパートや町営住宅として利用されている。また居住スペースは全て2階以上にあり、1階は物置や作業場になっている。